# Гран Чако
Гран Чако (шп. Gran Chaco; кеч. chaku — земља лова) је пространа низија меридијанског правца пружања између 19° и 30° јгш. Смештена је у централном делу Јужне Америке на територији Парагваја и Аргентине. Благо се спушта од подгорине Анда на северозападу (400 метара надм. висине) ка југоистоку (100 метара надм. висине). 

## Географија
Низија је теконски угиб испуњен палеозојским и мезозојским седиментима. Окружена је Андима и Бразилском висијом, па је сходно томе прилично изолована. Гран Чако је један од натоплијих простора на континенту. Температуре могу достићи чак 47 °C, а просек током најтоплијег месеца јануара је 27-28 °C. Клима је континентално-тропска. Овакав климат погодује великим амплитудама, па су током зиме температуре до 13 °C, а неретко и испод 0 °C. Количина падавина опада од истока ка западу са 800 милиметара до 500 милиметара. У долини реке Парагвај талог достиже и 1.200 мм. Влажни период је од октобра до априла.
Са подгорина Анда спуштају се реке попут Пилкомаја (2.500 км), Бермеха (1.500 мм), затим Рио Саладо и на крају највећа река Парагвај која прима воде поменутих токова. Паргвај је дуг 2.621 километар и притока је Паране. Велика количина воде губи се у мочварама, а током лета ниво нараста за девет метара што доводи до поплава у приобаљу. У време суше река Пилкомајо пресуши пре ушћа у Парагвај.
Земљиште ових простора је заслањено и мрко-црвене боје. Доминирају лиспопадне шуме ниског дрвећа, затим шуме квебрача, ксерофитне траве, жбуње (монте). Око река јављају се палме које достижу висине и до 40-50 метара.

## Подела
Гран Чако се може поделити на три целине — „Северни Чако“, који обухвата просторе између горњег дела тока Парагваја и средњег дела тока Пилкомаја, затим „Средишњи Чако“ (Chaco Central) између доњег дела Пилкомаја и Бермеха и „Јужни Чако“, који обухвата просторе река Бермехо и Рио Саладо. Северни Чако је у Парагвају, а остали делови су у Аргентини.

## Становништво и привреда
Ова низија је ретко насењена на с просечном густином од 1 становника по километру квадратном. У Северном Гран Чаку живи око 20.000 становника, претежно Индијанаца из језичке групе Тупи-Гварани. У Средишњем Чаку је око 300.000, а у Јужном 700.000 становника. Становништво се бави земљорадњом (гајење соје, кукуруза, маниоке и др), сточарством, ловом и риболовом. Највеће богатство Гран Чака је дрво квебрачо (quebracho), које је нашло примену у бројним сферама друштва, нарочито у производњи танина. Највећа насеља су Формоса (230.000 становника) у Парагвају, и Резистенција (370.000) и Сантијаго дел Естеро (360.000) у Аргентини.